# 누보로망
누보로망（Nouveau roman, '새로운 소설'）은 제2차세계대전 이후 프랑스에서 발표된, 주로 미뉘출판사를 중심으로 출간된 전위적인 소설작품군을 형용하는 호칭으로, 반소설(反小說)이라고도 불린다. 1957년 5월 22일, 르 몽드 지면의 논평에서 에밀 앙리오(Émile Henriot)가 로브 그리예의 소설 <질투>를 비판하기 위해 멸칭으로 사용한 조어이다.
실제로는, 명확한 조직이나 강령, 운동이 있었던 것은 아니고, 종래의 근대소설의 신조에 대한 반항으로 쓰여진 동시대의 작가들을 총칭하기 위한 언론적 호칭이었으나, 로브그리예가 자신이 편집객원으로 일하고 있었던 미뉘출판사(Éditions de Minuit)에서 자신을 중심으로 결집한 작가들을 선전하기 위해 적극적으로 이 호칭을 활용하게 된다.
소설의 본질과 미래에 대한 수필 모음집인 1963년 알랭 로브그리예의 논평 '새로운 소설을 위하여'(Pour un Nouveau roman)에서 로브그리예는 줄거리, 심리묘사, 심지어 등장인물의 필요성까지 배격한다.
그러므로 누보로망은 일종의 실험적인 소설으로, 언어의 모험이라 불러도 좋다. 그 기법은 '의식의 흐름의 서술'(나탈리 사로트)이나 '2인칭소설'(미셸 뷔토르), '객관적인 사물묘사의 철저함'(로브그리예) 등등 다양하지만, 독자는 주어진 '텍스트'를 자신이 조합해서, 추리하면서 이야기와 주제를 구축해나갈 수밖에 없다. 장 폴 사르트르나 롤랑 바르트등에게 옹호를 받은 면도 있다.
상기한 로브그리예를 시작으로, 클로드 시몽이나 나탈리 사로트, 미셸 뷔토르 등이 대표적인 작가로 꼽히며, 넓게는 사뮈엘 베게트, 마르그리트 뒤라스 등을 포함하는 경우도 있다.
1960년대 후기 이후는 누보로망의 동향을 보다 비판적으로 발전시킨, 필립 솔레르스를 중심으로 하는 텔켈파'(문학이론잡지 Tel Quel을 기축으로 활동하였기에 이렇게 불리었다)에서 활동이 계승되었다. 그러나, 1970년대에 들어서는 필립 소렐르스가 모택동주의에 경도되어, 텔켈파도 정치적인 색이 농후해져 문예활동으로서의 측면은 옅어졌다.
그러나, 누보로망은 원래 당파성이 옅은 것으로, 각각의 작가의 작품 자체도, 모더니즘을 적극적으로 끌어내는 것으로 소설이라는 장르 자체의 진보를 추구하는 것이었다. 그렇기에, 텔켈파 이후, 각각의 작가는 저마다의 방법론에 더더욱 침잠되어 가, 결과적으로 상업주의와는 완전히 상반되는 것이 되면서도, 더없이 깊은, 소설적 언어에 의해서만 도달할 수 있는 사상적인 영역을 개척해나가게 된 것이다.
한편, 누보로망은 당대의 영화사조인 누벨바그에 영향을 미치기도 하였는데, 마르그리트 뒤라스와 로브그리예는 영화감독 알랭 레네와 합작하여 <히로시마 내 사랑> <지난해 마리앙바드에서>등의 영화를 만들기도 하였다.

## 같이 보기
- 프랑스 문학
- 불문학